# AAA 10th ANNIVERSARY Documentary 〜Road of 10th ANNIVERSARY〜
『AAA 10th ANNIVERSARY Documentary 〜Road of 10th ANNIVERSARY〜』（トリプルエー・テンス・アニバーサリー・ドキュメンタリー 〜ロード・オブ・テンス・アニバーサリー〜）は、日本の音楽グループ・AAAが2016年3月30日にリリースした18作目の映像作品。

## 概要
2015年にデビュー10周年を迎えたAAAの1年間に密着した、初のドキュメンタリー映像作品である。
初回生産限定盤のみの特典として、日本武道館での公演の模様を収めたライブフォトブック、ポストカード、特典ディスクとして、2015年5月1日から7月23日にかけて行われたライブ「AAA ARENA TOUR 2015 10th Anniversary -Attack All Around-」のうちツアーファイナルである7月23日の日本武道館公演の映像が全曲収録されたBOX仕様となっている。
また、初回生産限定盤と通常盤の共通特典としてスマートフォンでDVD、Blu-rayに収録されているライブ映像が見られるスマプラが封入されている。
当初は3月16日発売だったが、3月30日に発売日が変更された。

## 収録内容
1. AAA 10th ANNIVERSARY Documentary 〜Road of 10th ANNIVERSARY〜

### 初回限定盤映像（AAA ARENA TOUR 2015 10th ANNIVERSARY -ATTACK ALL AROUND-）
1. Opening SE
2. Next Stage
「AAA 10th Anniversary SPECIAL 野外LIVE in 富士急ハイランド」以来の映像化。
3. Heart and Soul
「AAA TOUR 2012 -777- TRIPLE SEVEN」以来の映像化。
4. Love Is In The Air
「AAA 10th Anniversary SPECIAL 野外LIVE in 富士急ハイランド」以来の映像化。
5. Get チュー!
「AAA 6th Anniversary Tour 2011.9.28 at Zepp Tokyo」以来の映像化。
6. Lil' Infinity
「AAA 10th Anniversary SPECIAL 野外LIVE in 富士急ハイランド」以来の映像化。
7. 恋音と雨空
「AAA 10th Anniversary SPECIAL 野外LIVE in 富士急ハイランド」以来の映像化。
8. Miss you
「AAA TOUR 2013 Eighth Wonder」以来の映像化。
9. LOVER
「AAA 10th Anniversary SPECIAL 野外LIVE in 富士急ハイランド」以来の映像化。
10. Break Down
「AAA BUZZ COMMUNICATION TOUR 2011 DELUXE EDITION」以来の映像化。
11. MIRAGE
「AAA 6th Anniversary Tour 2011.9.28 at Zepp Tokyo」以来の映像化。
12. Charge & Go!
「AAA TOUR 2012 -777- TRIPLE SEVEN」以来の映像化。
13. ハリケーン・リリ、ボストン・マリ
「AAA 10th Anniversary SPECIAL 野外LIVE in 富士急ハイランド」以来の映像化。
14. Eighth Wonder
「AAA TOUR 2013 Eighth Wonder」以来の映像化。
15. I'll be there
初映像化。
16. GAME OVER?
「AAA 10th Anniversary SPECIAL 野外LIVE in 富士急ハイランド」以来の映像化。
17. PARTY IT UP
「AAA 10th Anniversary SPECIAL 野外LIVE in 富士急ハイランド」以来の映像化。
18. さよならの前に
「AAA 10th Anniversary SPECIAL 野外LIVE in 富士急ハイランド」以来の映像化。
19. V.O.L (ENCORE)
「AAA 10th Anniversary SPECIAL 野外LIVE in 富士急ハイランド」以来の映像化。
20. BLOOD on FIRE (ENCORE)
「AAA 6th Anniversary Tour 2011.9.28 at Zepp Tokyo」以来の映像化。
21. Wake up! (ENCORE)
「AAA 10th Anniversary SPECIAL 野外LIVE in 富士急ハイランド」以来の映像化。
22. 虹 (ENCORE)
「AAA 10th Anniversary SPECIAL 野外LIVE in 富士急ハイランド」以来の映像化。